# Dürrmiesing
Der Dürrmiesing ist der östliche Gipfel des Miesingstocks, der sich mächtig nördlich der Rotwand absetzt. Im Gegensatz zum westlichen Nachbargipfel, dem Hochmiesing, ist der Dürrmiesing nur weglos erreichbar.
Er ist als Wald-Wild-Schongebiet ausgewiesen, das von Skitouren- und Schneeschuhgehern nicht betreten werden soll.